# Dichromadora cephalata
Dichromadora cephalata är en rundmaskart. Dichromadora cephalata ingår i släktet Dichromadora och familjen Chromadoridae. Arten är reproducerande i Sverige. Inga underarter finns listade i Catalogue of Life.